# Muraltia macroceras
Muraltia macroceras är en jungfrulinsväxtart som beskrevs av William John Burchell och Dc.. Muraltia macroceras ingår i släktet Muraltia och familjen jungfrulinsväxter. Inga underarter finns listade i Catalogue of Life.